# THIS IS PENICILLIN 1994-1999
『THIS IS PENICILLIN 1994-1999』（ディス・イズ・ペニシリン・1994-1999）は、PENICILLINのベスト・アルバム。1999年10月6日発売。一部楽曲はボーカルを再収録している。

## 収録曲

### DISC 1
1. Chaos
2. QUARTER DOLL
3. 冷たい風
4. ETERNITY
5. Melody
6. マザー・グース
7. Desire
8. Brand New Lover
9. HUMAN DOLL
10. 螺旋階段
本曲の数秒後、DJの小林克也の紹介で「Imitation Queen」が始まる。（シークレット・トラック）

### DISC 2
シングル曲は全てアルバムバージョンで収録された。
1. ロマンス
2. CRASH
3. 99番目の夜
4. REAL×××
5. 言葉にならない愛
6. Violet
7. Blue Moon
8. 太陽の国
9. DEAD or ALIVE
10. Mr.Freez
11. make love
12. NICE IN LIP+L
13. 天使よ目覚めて
本曲の数秒後、声優の野村道子の紹介で「男のロマン」が始まる。（シークレット・トラック）